# Friedrich Jakob
Friedrich Jakob (18 de março de 1910 - 9 de setembro de 1994) foi um oficial alemão que serviu no Deutsches Heer durante a Segunda Guerra Mundial. Foi condecorado com a Cruz de Cavaleiro da Cruz de Ferro com Folhas de Carvalho.

## Condecorações
| Nome                                                             | Data                   |
| ---------------------------------------------------------------- | ---------------------- |
| Cruz de Ferro (1939) 2ª Classe                                   | 11 de junho de 1940    |
| Cruz de Ferro (1939) 1ª Classe                                   | 28 de outubro de 1940  |
| Cruz Germânica em Ouro                                           | 1 de dezembro de 1941  |
| Cruz de Cavaleiro da Cruz de Ferro                               | 4 de março de 1942     |
| Cruz de Cavaleiro da Cruz de Ferro com Folhas de Carvalho nº 681 | 18 de dezembro de 1944 |
| Mencionado na Wehrmachtbericht                                   | 16 de novembro de 1944 |